# Lista de ilhas da Coreia do Sul
As Ilhas da Coreia do Sul estão listadas abaixo, agrupadas pelas províncias da Coreia do Sul, e não foram incluídas a maioria das ilhas desabilitadas e as ilhotas. 

## Gyeonggi

### Ansan
- Daebudo
- Jebudo
- Pungdo
- Yukdo

### Gimpo
- Baengmado (rio Han)
- Daesongyeo
- Sosongyeo

### Siheung

#### Ex-ilhas
- Oido
- Okgudo

## Gyeongsangbuk-do
- Ulleungdo
- Jukdo
- Kwanundo
- Rochedos de Liancourt (Dokdo)

## Hwanghaenam-do
- Sunwi-do
- Kirin-do
- Ch'angnin-do

## Incheon

### Habitadas
- Achado
- Baegado
- Baengnyeongdo
- Boreumdo
- Daeijakdo
- Daeyeonpyeongdo
- Deokjeokdo
- Donggeomdo
- Ganghwado
- Gureopdo
- Gyodongdo
- Jangbongdo
- Jawoldo
- Jido
- Jumundo
- Maldo
- Mibeopdo
- Modo
- Mungapdo
- Muuido
- Seogeomdo
- Seongmodo
- Seonjaedo
- Seonmido
- Seungbongdo
- Sido
- Sindo
- Soijakdo
- Songdo (ilha artificial em construção)
- Soyado
- Soyeonpyeongdo
- Uldo
- Yeongheungdo
- Yongyudo, Yeongjongdo -- agora juntas no Aeroporto Internacional de Incheon

### Desabitadas
- Silmido

## Jeju-do
- Jeju-do
- Gapado
- Marado
- Udo
- Yeonpyeongdo

## Jeollanam-do
- Anma-do
- Choramdo
- Chuja Gundo
- Hauido
- Hwado
- Imjado
- Jindo
- Naenarodo
- Nohwado
- Oenarodo
- Port Hamilton (Geomundo)
  - Sodo (Seodo)
  - Sunhodo (Dongdo)
- Saengildo
- Sangtedo
- Sinjido
- Yeoseo-do
- Wan-do

## Seul
As seguintes ilhas se localizam no Rio Han
- Seonyudo
- Yeouido
- Bamseom
- Nodeulseom

## Chungnam
- Anmyeondo